# Lugionum
Lugionum (en llatí Lugionum, en grec antic Λουγίωνον), va se una ciutat de la Pannònia Inferior, capital d'un districte, segons Claudi Ptolemeu.
A la Taula de Peutinger s'anomena Lugio, i és possible que sigui la moderna Batta, a la desembocadura del Sarviz al Danubi.